# Vannvåg
Vannvåg je norská osada nacházející se v obci Karlsøy a v kraji Troms. Nachází se na jihovýchodním pobřeží ostrova Vanna.
V osadě se nachází rybníkářství. Dříve zde také býval kostel; nejstarší zmínka o něm pochází již z roku 1589. Ten byl ale uzavřen a stržen, pravděpodobně během 17. století.

## Vzdělání
V osadě je základní a mateřská škola, přičemž obě se nachází ve stejné budově. Základní škola slouží celé východní části ostrova. Je již v provozu přes padesát let a vzdělává přes 30 studentů od 1. do 10. třídy. Mateřská škola má dvě oddělení s 19 dětmi.

## Infrastruktura
Ve Vannvågu se nachází přístav, který byl postaven v roce 2015. 

## Podnebí
Osada se nachází podle Köppenovy klasifikace podnebí v subpolárním podnebí (Dfc). Celá oblast je monitorována meteorologickou stanicí Fakken.
| Vannvåg – podnebí                      | Vannvåg – podnebí | Vannvåg – podnebí | Vannvåg – podnebí | Vannvåg – podnebí | Vannvåg – podnebí | Vannvåg – podnebí | Vannvåg – podnebí | Vannvåg – podnebí | Vannvåg – podnebí | Vannvåg – podnebí | Vannvåg – podnebí | Vannvåg – podnebí | Vannvåg – podnebí |
| Období                                 | leden             | únor              | březen            | duben             | květen            | červen            | červenec          | srpen             | září              | říjen             | listopad          | prosinec          | rok               |
| -------------------------------------- | ----------------- | ----------------- | ----------------- | ----------------- | ----------------- | ----------------- | ----------------- | ----------------- | ----------------- | ----------------- | ----------------- | ----------------- | ----------------- |
| Nejvyšší teplota [°C]                  | 7,8               | 6,8               | 9,6               | 11,3              | 17,2              | 27,2              | 27,1              | 21,3              | 13,3              | 10,2              | 9,1               | 5                 | 27,2              |
| Průměrná teplota [°C]                  | −1,2              | −2                | 1,4               | 1,3               | 5,2               | 9,9               | 12,2              | 11,9              | 8,5               | 5,4               | 3,5               | −0,5              | 4,6               |
| Nejnižší teplota [°C]                  | −6,1              | −7,4              | −5,8              | −6,2              | −3,3              | 3,8               | 8                 | 5,8               | 4,3               | −0,8              | −0,9              | −6,1              | −7,4              |
| Zdroj: Norsk Klimaservicesenter (2022) |                   |                   |                   |                   |                   |                   |                   |                   |                   |                   |                   |                   |                   |